# Pseuduvarus secundus
Pseuduvarus secundus là một loài bọ cánh cứng trong họ Bọ nước. Loài này được Bilardo & Rocchi miêu tả khoa học năm 2002.